# Lipotriches scutellata
Lipotriches scutellata är en biart som först beskrevs av Smith 1875.  Lipotriches scutellata ingår i släktet Lipotriches och familjen vägbin.

## Underarter
Arten delas in i följande underarter:
- L. s. scutellata
- L. s. remolita